# Auchay-sur-Vendée
Auchay-sur-Vendée – gmina we Francji, w regionie Kraj Loary, w departamencie Wandea. W 2013 roku liczba ludności wynosiła 1090 mieszkańców. 
Gmina została utworzona 1 stycznia 2017 roku z połączenia dwóch ówczesnych gmin: Auzay oraz Chaix. Siedzibą gminy została miejscowość Auzay.